# Yuanling (Huaihua)
Yuanling (chinesisch 沅陵县, Pinyin Yuánlíng Xiàn) ist ein chinesischer Kreis, der zum Verwaltungsgebiet der bezirksfreien Stadt Huaihua in der zentral-südlichen Provinz Hunan der Volksrepublik China gehört. Er hat eine Fläche von 5.826 km² und zählt 510.054 Einwohner (Volkszählung 2020). Sein Hauptort ist die gleichnamige Großgemeinde Yuanling (沅陵镇), gelegen an der Mündung des You in den Yuan Fluss.
Das Longxing-Kloster (Longxingsi 龙兴寺) steht seit 1996 auf der Liste der Denkmäler der Volksrepublik China (4-108).